# Phaedroctonus
Phaedroctonus är ett släkte av steklar som beskrevs av Förster 1869. Phaedroctonus ingår i familjen brokparasitsteklar.
Kladogram enligt Dyntaxa:
| Phaedroctonus | \| \| Phaedroctonus moderator \| \| \| \| \| \| Phaedroctonus transfuga \| \| \| \| |
|               | \| \| Phaedroctonus moderator \| \| \| \| \| \| Phaedroctonus transfuga \| \| \| \| |
|               | Phaedroctonus moderator                                                             |
|               |                                                                                     |
|               | Phaedroctonus transfuga                                                             |
|               |                                                                                     |